# جون هاستينغز
جون هاستينغز هو محامي وسياسي أمريكي، ولد في 1778 في مملكة أيرلندا، وتوفي في 8 ديسمبر 1854 في هانوفرتون في الولايات المتحدة. نشط حزبياً في الحزب الديمقراطي. وقد انتخب عضو مجلس النواب الأمريكي ‏.